# Heriaeus buffoni
Heriaeus buffoni là một loài nhện trong họ Thomisidae.
Loài này thuộc chi Heriaeus. Heriaeus buffoni được Jean Victor Audouin miêu tả năm 1826.